# (353222) 2009 YD7
(353222) 2009 YD7 est un objet transneptunien, également classé comme centaure, d'environ 53 km de diamètre, vu sa période de rotation, cet objet est probablement binaire.